# Корнюхин, Евгений Васильевич
Евгений Васильевич Корню́хин (7 марта 1967, Москва) — советский и российский футболист, вратарь. Тренер вратарей.

## Карьера

### Клубная
Воспитанник школы ЦСКА. После выпуска в 1984 ушёл в армию. После демобилизации устроился работать инкассатором. В конце 1987 по рекомендации знакомого тренера из ЦСКА вернулся в футбол и уехал играть в «Пахтакор» Андижан. В новой команде быстро освоился и зарекомендовал себя отличным вратарём. Сезон 1989 начинал уже в новой команде — «Пахтакор» Ташкент. В силу личных причин в команде не прижился и был отчислен. Вернулся в Андижан, где начал сезон 1990. Игровой год для Корнюхина оказался скомканным из-за событий, связанных с вооружёнными столкновениями в Ферганской долине летом 1990. В итоге переехал в Саратов, где играл за «Сокол». 1991 год начал на стройке подсобным рабочим — мешал бетон. К лету 1991 года вернулся в футбол, успел при этом сыграть за команды «Прометей» Люберцы, КСМ-24 (мини-футбол), «Торпедо» Мытищи. В 1992—1994 играл за «Вымпел» Рыбинск, потом за «Ростсельмаш» и «Зенит» Санкт-Петербург. Сезон 1996 играл за камышинский «Текстильщик», куда его пригласил экс-тренер «Вымпела» Владимир Бубнов.
Выступал за ярославский «Шинник» под руководством Анатолия Полосина. С собственных слов, уже на второй день сборов в Турции с новым клубом он хотел сбежать, поставив об этом в известность тренера, однако тот не передал слова администратору команды, словно проигнорировав возмущения Корнюхина. В итоге вратарь остался в команде.
Позже играл за московское «Торпедо» и раменский «Сатурн». В 2006 году выступал за клуб ЛФЛ «Знамя Труда» Орехово-Зуево.

### Тренерская
С 2009 года по 2010 год работал тренером вратарей в клубе Второго дивизиона «Торпедо-ЗИЛ». С декабря 2010 года являлся тренером вратарей клуба «Уфа».
С 2015 года отборочный турнир ДФЛ в Ярославской области «Большие звезды светят малым» назван в честь Евгения Корнюхина и проводится в городе Рыбинске.
В 2017 году работал тренером по вратарям на проекте «Матч ТВ» «Кто хочет стать легионером».

## Достижения
- Бронзовый призёр чемпионата России: 2000 («Торпедо» Москва)
- Победитель первого дивизиона первенства России 2001 («Шинник»; выход в высшую лигу)
- Лучший вратарь чемпионата России по оценкам «Спорт-Экспресс»: 2003 (ср. оценка — 6,00).
- 2-е место в первой лиге: 1994 («Ростсельмаш»; выход в высшую лигу)
- 3-е место в первой лиге: 1995 («Зенит» СПб; выход в высшую лигу)